# Incendie criminel de Kyoto Animation
L'incendie criminel de Kyoto Animation est un incendie criminel meurtrier qui s'est produit le 18 juillet 2019 dans le studio 1 de Kyoto Animation dans l'arrondissement de Fushimi à Kyoto, au Japon. Les enquêteurs soupçonnent Shinji Aoba, un homme de 41 ans, de l'avoir causé. Avec 36 morts, il s'agit de la pire tuerie de masse commise au Japon depuis la fin de la Seconde Guerre mondiale,.

## Contexte

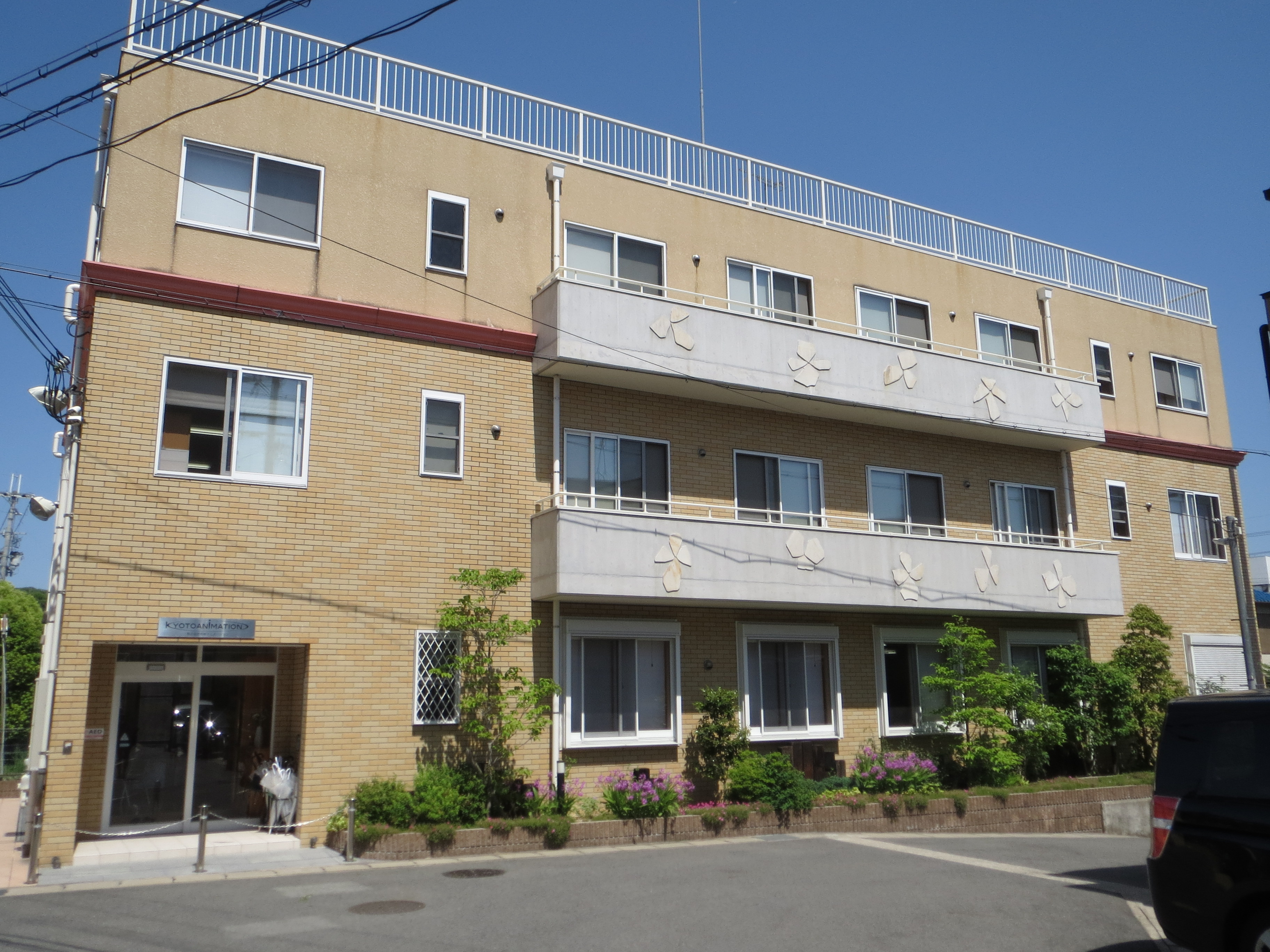
Le studio 1 de Kyoto Animation en 2015.

Kyoto Animation, fondé en 1981 par Yōko Hatta, est un des studios d’animation les plus prolifiques au Japon, connu pour ses titres à succès comme Full Metal Panic!, K-ON! ou Sound! Euphonium. La société possède plusieurs bâtiments à Kyoto : le studio 1 situé à Fushimi-ku, le studio 2 (siège principal), le studio 5 et le département pour les objets dérivés sont situés à Uji, à une station de train du studio 1. Le studio 1 était utilisé par le personnel principal,, et a été construit en 2007.
Le président de la société, Hideaki Hatta, a déclaré que des menaces de mort anonymes adressées à Kyoto Animation et à ses équipes se multipliaient depuis quelques années, mais qu'il était impossible de dire si elles étaient liées à cet incendie, car les messages avaient été envoyés anonymement. Dans chaque cas, la police et les avocats étaient consultés. En 2018, Kyoto Animation a ainsi reçu environ 200 messages de menaces via un formulaire de contact sur son site internet. Comme leur ou leurs auteurs utilisaient le réseau Tor, les enquêteurs de la police n'ont pu les identifier.
Le bâtiment était généralement protégé par un système de badges d'accès, mais ce jour-là, une réunion était prévue et le système avait été désactivé pour les visiteurs.

## Incendie
L'incendie a commencé vers 10 h 30 JST, lorsque son auteur présumé est entré dans le studio 1 avec quarante litres d'essence achetés dans une station-service près des lieux ; l'essence avait été transportée dans un chariot après avoir été versée dans deux bidons juste à l'extérieur du bâtiment,. Il aurait hurlé « Pakuri yagatte » (パクりやがって, litt. « Escroquerie, plagiat ») et « Mourez ! » (死ね, Shine) avant de mettre le feu à l'essence qu'il a répandue au rez-de-chaussée et sur les employés,. Des feux se sont déclarés aux premier et deuxième étages selon des membres du personnel, et des résidents voisins auraient entendu une ou deux explosions,,. L'attaque s'est produite lors d'une réunion avec des personnes d'une autre société. Les deux sorties de secours auraient été bloquées et allumées par l'auteur des faits. Alors que certaines personnes couraient vers les escaliers pour atteindre la sortie principale, l'agresseur leur a versé de l'essence dessus, les faisant courir brûlées dans la rue.
Au fur et à mesure que le feu se développait à l'entrée, des personnes étaient piégées à l'intérieur du bâtiment. Deux personnes sont mortes au rez-de-chaussée, onze au premier étage, une dans l'escalier allant du premier au deuxième étage et dix-neuf autres ont été retrouvées au deuxième étage près des escaliers menant au toit, vers lequel elles avaient tenté de s'échapper mais beaucoup d'entre elles sont tombées en arrière,. L'agresseur a rapidement pris la fuite, mais il a été poursuivi par un employé de Kyoto Animation avant de tomber par terre et d'être appréhendé par la police. Il s'est blessé lorsqu'il a déclenché l'incendie. Plusieurs couteaux inutilisés ont également été retrouvés par terre près de la scène. La police a aussi trouvé des emballages vides d'allume-feu et de briquets, les cartons des bidons d'essences et un marteau dans les alentours,.
Le feu a été éteint à 15 h 19 JST,. Une fois les opérations de secours terminées, NHK a confirmé que toutes les personnes et tous les corps présents dans le studio avaient été pris en compte.
À 22 h JST, l'Agence de gestion des incendies et des catastrophes a publié son rapport indiquant que le bâtiment avait été complètement détruit par l'incendie. Il a également été noté que le bâtiment n'avait présenté aucune anomalie en matière de sécurité incendie lors de sa dernière inspection le 17 octobre 2018. Vu la taille et le type du bâtiment, les obligations légales consistent en la présence de cinq extincteurs et d'alarmes incendie : échelles d'évacuation et sprinklers ne sont pas obligatoires.
D'après une simulation réalisée par une équipe de l'Institut de Recherches sur la Prévention des Désastres de l'Université de Kyoto, la structure du bâtiment aurait fait que les étages supérieurs auraient été envahis de fumée en 30 secondes et des températures de 1000 degrés au rez-de-chaussée et 300 degrés au 2e étage auraient été atteintes dans le même laps de temps,.
Tout le matériel et les ordinateurs présents dans le studio 1 ont été détruits pendant l'incendie, néanmoins une petite partie des images-clés était exposée à Tokushima et a donc été épargnée de la destruction. Le 29 juillet, Kyoto Animation a annoncé avoir récupéré des dessins originaux numérisés dans un serveur qui a échappé à l'incendie,.
Le chantier de démolition du bâtiment a débuté en novembre 2019 et s'est achevé le 28 avril 2020.

## Suspect
Après avoir été appréhendé par la police, le suspect a été conduit à l'hôpital avec de graves brûlures aux jambes, à la poitrine et au visage,. Au cours de son transport à l'hôpital, il a admis avoir allumé le feu, accusant le studio de « l'avoir arnaqué » ou de « plagier » (パクりやがって, Pakuri yagatte),, plus particulièrement de « lui avoir volé un roman » ; il aurait agi de cette façon afin d'« interpeller le président de la société » (社長を呼べ, Shachō o yobe). Les autorités n'ont pu l'interroger davantage avant le début du mois de novembre 2019, car ses blessures étaient en cours de traitement à l'hôpital et il était sous sédation. Il a notamment reçu des greffes de peau. Néanmoins, la police a révélé son identité : il se nomme Shinji Aoba (青葉 真司, Aoba Shinji) et est originaire de la ville de Saitama. Il n'est ni un employé ni un ancien membre de KyoAni. Il possède un casier judiciaire à la suite du braquage d'un konbini avec un couteau à Bandō, dans la préfecture d'Ibaraki, en 2012, pour lequel il avait été condamné à trois ans et six mois de prison,. Après son séjour en prison, il a intégré un programme de réinsertion sociale s'occupant d'anciens détenus souffrant de troubles psychologiques.
Dans la journée du 20 juillet, il a dû être transféré à l'Hôpital universitaire d'Osaka. Dans la nuit de la même journée, la police a officiellement lancé un mandat d'arrêt contre Shinji Aoba pour incendie criminel et homicides.
Des enregistrements de vidéo sécurité montrent qu'Aoba est arrivé à la gare de Kyoto le 15 juillet. Selon plusieurs habitants, un homme lui ressemblant aurait été aperçu près du studio quelques jours avant l'incident, ; il se serait promené aux alentours du studio la veille,. Il aurait dormi sur un banc d'un parc à 500 mètres du studio et un chariot rempli d'objets se tenait près de lui,. Il aurait également été observé près du siège de la société et du studio 2 d'après des témoignages supplémentaires collectés par les enquêteurs. Les enquêteurs se demandent si ses déplacements pourraient correspondre à la visite de lieux liés à la série Sound! Euphonium.
Le 26 juillet, la police a perquisitionné l'appartement d'Aoba à Saitama. Des manuscrits y ont été saisis : ils pourraient être liés au prétendu « roman volé » d'Aoba, mais leur soumission à Kyoto Animation n'a pas été confirmée,. Alors que le président de KyoAni avait affirmé le 20 juillet n'avoir reçu aucun roman de la part de Shinji Aoba, le 30 juillet, un avocat parlant au nom de Kyoto Animation a révélé que la société avait reçu au moins un roman d'une personne ayant le même nom et la même adresse que le suspect, mais que ce texte n'avait été ni lu ni discuté au sein de l'entreprise car il ne respectait pas les consignes de formatage de sollicitation des manuscrits. En juin 2020, la police de Kyoto précise que deux textes, une histoire courte et une histoire longue, ont été soumis au concours de Kyoto Animation ; l'histoire courte a été catégorisée sous le thème « vie scolaire et étudiants ». Après comparaison entre les travaux d'Aoba et ceux produits par Kyoto Animation, la police n'a rien vu de commun entre eux et aucune confirmation des allégations du suspect concernant un plagiat de son travail par le studio.
La police le suspecte également d'avoir publié en ligne des messages entre septembre et novembre 2018 dont l'un indiquait que Kyoto Animation avait rejeté un manuscrit qu'il avait présenté ; il aurait aussi écrit sur d'autres messages que « Kyoto Animation [l]'a trahi » et a également rédigé : « pénétrer dans Kyoto Animation avec une bombe », « terrorisme sans discrimination » et « être allé en prison en 2012 ». Étant donné que certaines informations figurant sur les messages correspondent au vocabulaire d'Aoba et à son histoire, la police prévoit d'analyser avec soin un ordinateur et un téléphone portable saisis à son domicile, ainsi que ses réseaux sociaux.
Il est officiellement arrêté et écroué par la justice le 27 mai 2020. Le 25 janvier 2024, Shinji Aoba est condamné à la peine de mort par le tribunal de Kyoto pour la gravité de son crime,.
Le 28 janvier 2025, Le tribunal du district de Kyoto finalise la condamnation à mort de Shinji Aoba, après qu'il a retiré son appel de la décision du tribunal.

## Bilan humain
En comptant le criminel, 76 personnes étaient présentes dans le bâtiment au moment de l'incendie. Sept d'entre elles sont indemnes. Sur les 36 personnes dont le décès a été confirmé, 21 étaient des femmes, 14 étaient des hommes et la dernière n'a pas pu être identifiée,. Vingt-huit personnes sont décédées des suites d'une intoxication au monoxyde de carbone, cinq ont été gravement brûlées et trois autres sont décédées plus tard à l'hôpital,,,,. Trente-quatre autres personnes ont été blessées : 19 femmes et 17 hommes, dont le criminel,,.
Le 19 juillet, des analyses d'ADN auraient été effectuées sur les dépouilles de certaines victimes. La police de Kyoto a déclaré le 25 juillet qu'elle a pu identifier les 34 personnes décédées au sein du studio, dont plus de la moitié auraient entre 20 et 30 ans, et elle a commencé à remettre les corps des victimes à leurs proches, ; elle discute également avec Kyoto Animation pour savoir si, quand et comment révéler l'identité des défunts.
Le président de Kyoto Animation a demandé aux médias, par le biais de la police, de ne pas divulguer les noms des victimes par respect pour leurs familles, affirmant que « la divulgation de leurs noms ne sert en aucun cas le bien public ». Certaines familles ont tout de même fait le choix de divulguer aux médias leurs propres conclusions concernant le statut de leurs proches, notamment la famille de la coloriste Naomi Ishida (en) qui a confirmé son décès le 25 juillet,. Le lendemain, les proches de Yasuhiro Takemoto, notamment principal réalisateur d'Amagi Brilliant Park et Miss Kobayashi's Dragon Maid, ont confirmé son décès. Le 27 juillet, le père de Sachie Tsuda (津田幸恵, Tsuda Sachie) a confirmé la mort de sa fille, qui était animatrice et coloriste depuis 20 ans chez KyoAni,. Le 2 août, la police de Kyoto a publié, avec le consentement de leurs familles, les noms de dix victimes dont les funérailles sont terminées,, :
- Jun'ichi Uda (宇田淳一, Uda Jun'ichi?) (34 ans) : il était un animateur du studio qui a notamment travaillé sur les franchises de K-ON!, de Love, Chunibyo and Other Delusions! et le récent film Hibike! Euphonium: Chikai no Finale[92],[91] ;
- Yūki Ōmura (大村勇貴, Ōmura Yūki?) (23 ans) : diplômé de la faculté de design de l'Université Tohoka (ja) à Shizuoka en mars 2019, il venait d'être recruté à KyoAni[93] ; en 2016, Ōmura a reçu un prix de la mention honorable dans la catégorie Design à la 101e édition du Nikaten, l'une des expositions d'art annuelles du Japon[91] ;
- Yuka Kasama (笠間結花, Kasama Yuka?) (22 ans) : diplômée de l'Université d'Osaka Seikei (ja), elle venait également de rejoindre le studio ; son rêve était d'entrer dans l'industrie de l'animation[94],[91] ;
- Yoshiji Kigami (木上益治, Kigami Yoshiji?) (61 ans) : il a travaillé dans l'industrie de l'animation sous différents pseudonymes au cours de sa longue carrière et a eu différents rôles sur des dizaines d'anime, il était principalement un animateur et chef-animateur et a aussi travaillé en dehors de Kyoto Animation, notamment sur Le Tombeau des lucioles et Akira[95],[91]. Il est également instructeur au programme d'enseignement de Kyoto Animation[96] ;
- Ami Kuriki (栗木亜美, Kuriki Ami?) (30 ans) : elle était une animatrice et chef animatrice des récentes œuvres de Kyoto Animation, notamment Silent Voice et le récent film Hibike! Euphonium: Chikai no Finale[97],[91] ;
- Futoshi Nishiya (西屋太志, Nishiya Futoshi?) (37 ans) : il était un character designer et chef animateur qui a notamment travaillé sur la franchise Free![98],[91] ;
- Keisuke Yokota (横田圭佑, Yokota Keisuke?) (34 ans) : il a travaillé comme responsable de production chez Kyoto Animation, notamment sur les franchises Clannad, K-ON!, Free!, etc.[99],[91] ;
- Mikiko Watanabe (渡邊美希子, Watanabe Mikiko?) (35 ans) : elle a travaillé comme artiste de décors et directrice artistique sur des anime comme Violet Evergarden et Beyond the Boundary[100],[91].

Le 27 août, la police de Kyoto a communiqué les noms et l'âge des 25 victimes dont les identités n'avaient pas été dévoilées précédemment. Cependant, les familles de 20 des victimes ne souhaitaient pas que les noms de leurs proches décédés dans l'incident soient rendus publics et ont demandé aux médias de respecter leur souhait,,.
Naoko Yamada, qui a notamment réalisé K-ON! et Silent Voice, est l'une des personnes confirmées comme étant indemnes.
Selon le ministère des Affaires étrangères sud-coréen, l'une des victimes blessées était une femme sud-coréenne,.

## Conséquences
Un mois après l'incendie criminel, les victimes ont commencé à retourner travailler dans l'autre studio de Kyoto Animation,. En octobre 2019, alors que le nombre d'employés de KyoAni était passé de 176 à 137, 27 des 33 victimes survivantes sont retournées au travail et plusieurs avaient décidé de prendre des pauses prolongées pour faire face au stress et à l'anxiété provoqués par l'incident,,.
La société a publié une déclaration officielle demandant le respect pour les victimes et les membres de leurs familles et précisant que toutes les déclarations à venir se feront par l'intermédiaire de la police ou de leurs avocats. Les préparations pour la démolition du studio 1, comprenant les installations des échafaudages et le vidage des locaux, ont débuté fin novembre 2019 ; la démolition du bâtiment a été achevé le 28 avril 2020, sans autre plan pour le site révélé,. Dans une interview antérieure, le président de Kyoto Animation, Hideaki Hatta, a déclaré qu'il envisageait de remplacer le bâtiment par un parc public comportant un monument. Cependant, les habitants du quartier ne souhaitaient pas la construction d'un mémorial car cela détruirait « le mode de vie paisible [des résidents locaux] ».
Hatta a également pensé à organiser une cérémonie commémorative pour les victimes à laquelle il a été envisagé qu'elle se déroulerait à la place de l'événement Enjoy! The World Of Kyoani And Do, initialement prévu du 3 et 4 novembre 2019, et dont le contenu a déjà été annoncé par le studio comme profondément modifié,. Annoncé en octobre 2019, l'événement commémoratif de Kyoto Animation, appelé Memorial and Joining-Our-Prayers Service (お別れ そして志を繋ぐ式, Owakare: Soshite kokorozashi o tsunagu shiki), a eu lieu au Miyako Messe du 3 au 4 novembre, entre 10 h et 17 h, et les personnes qui ont assisté à la cérémonie ont eu la possibilité de se recueillir individuellement à un autel ; les participants ont reçu des marque-pages et des cartes postales en gratitude. Certains des messages de soutien envoyés par les fans avant cet événement ont été exposés. Aucun cadeaux et dons des visiteurs n'ont été acceptés sur place.
Initialement suspendue après une annonce en août 2019, la 11e édition du Kyoto Animation Taishō (ja) (京都アニメーション大賞), un prix annuel tenu par le studio et destiné à découvrir de nouvelles histoires, est officiellement annulée à la suite d'un communiqué publié sur leur site mi-novembre 2019.
En novembre 2019, le studio a décidé de poursuivre les programmes de formation de futurs animateurs, dans lesquels les stagiaires seraient formés au cinéma, au dessins et aux animations. À la fin du programme, les stagiaires exceptionnels pourraient être recrutés par le studio après avoir des évaluations supplémentaires.

### Impact sur les productions
En réponse à cet incident, l'événement d'informations pendant lequel devait être projetée la bande-annonce du prochain film Free! de 2020 a été annulé. La collaboration de Kyoto Animation avec la ligne principale Keihan et la diffusion du 3e épisode de Fire Force de David Production, une série télévisée d'animation sur des pompiers combattant des « torches humaines », ont été retardées (la diffusion sera reprise le 27 juillet 2019 avec une modification des couleurs des feux et de la narration). Le studio a décidé de maintenir l'avant-première de Violet Evergarden Gaiden le 3 août 2019 à la convention allemande AnimagiC, comme prévu à l'origine. L'intégralité du personnel de Kyoto Animation et d'Animation Do ayant travaillé sur Violet Evergarden Gaiden sont crédités dans le générique bien que généralement Kyoto Animation ne crédite pas le personnel avec moins d'un an d'ancienneté ; les crédits ne préciseront pas qui étaient les victimes de l'incendie,. Prévu à l'origine dans les salles japonaises à partir du 10 janvier 2020, le film principal de Violet Evergarden est cependant repoussé à la suite d'un communiqué publié en septembre 2019, le studio a tout de même précisé que la production du long métrage se poursuit et prévoit d'annoncer une nouvelle date ultérieurement. Le 9 novembre 2019, le comité de production a révélé sur le site officiel que la sortie du film est reprogrammée pour le 24 avril 2020 et a remercié les fans pour leur soutien, notant également que le réalisateur et le personnel travaillent de tout leur cœur et de toute leur force à la production du film,.  Toutefois, la sortie du film est de nouveau repoussée à une date ultérieure à la suite de la crise sanitaire liée à la pandémie de Covid-19 au Japon. Un épisode d'Animation x Paralympic (en), qui devait initialement être diffusé en août 2019, a finalement été annoncé comme annulé le 28 février 2020, affirmant qu'ils ne pourraient pas le terminer à temps pour les Jeux paralympiques d'été de 2020.

### Mesures de prévention
L'Agence de gestion des incendies et des catastrophes et l'Agence nationale de la police ont émis un avis le 25 juillet 2019, exigeant que les stations-service tiennent des registres des ventes de personnes achetant de l'essence dans des conteneurs réutilisables, conformes aux réglementations de sécurité incendie. Chaque enregistrement doit contenir les informations personnelles de l'acheteur telles que le nom, l'adresse, le but de l'achat et la quantité achetée. Bien que l'avis n'ait aucun fondement juridique, la plupart des acheteurs se sont conformés volontairement à cette exigence supplémentaire. Toutefois, face aux refus de certains clients de coopérer, il a été annoncé le 27 octobre 2019 que le gouvernement japonais a l'intention de durcir la réglementation sur la vente d'essence en rendant ces contrôles d'identités et les raisons d'achat obligatoires. Cette mesure a été officialisée avec la révision de la réglementation concernée et appliquée le 1er février 2020 pour rendre les registres de vente obligatoires. Après l'incident, le service d'incendie municipal de Kyoto a formulé des directives pour l'évacuation en cas d'incendie criminel ou de terrorisme et a encouragé l'installation d'échelles d'évacuation.

## Réactions

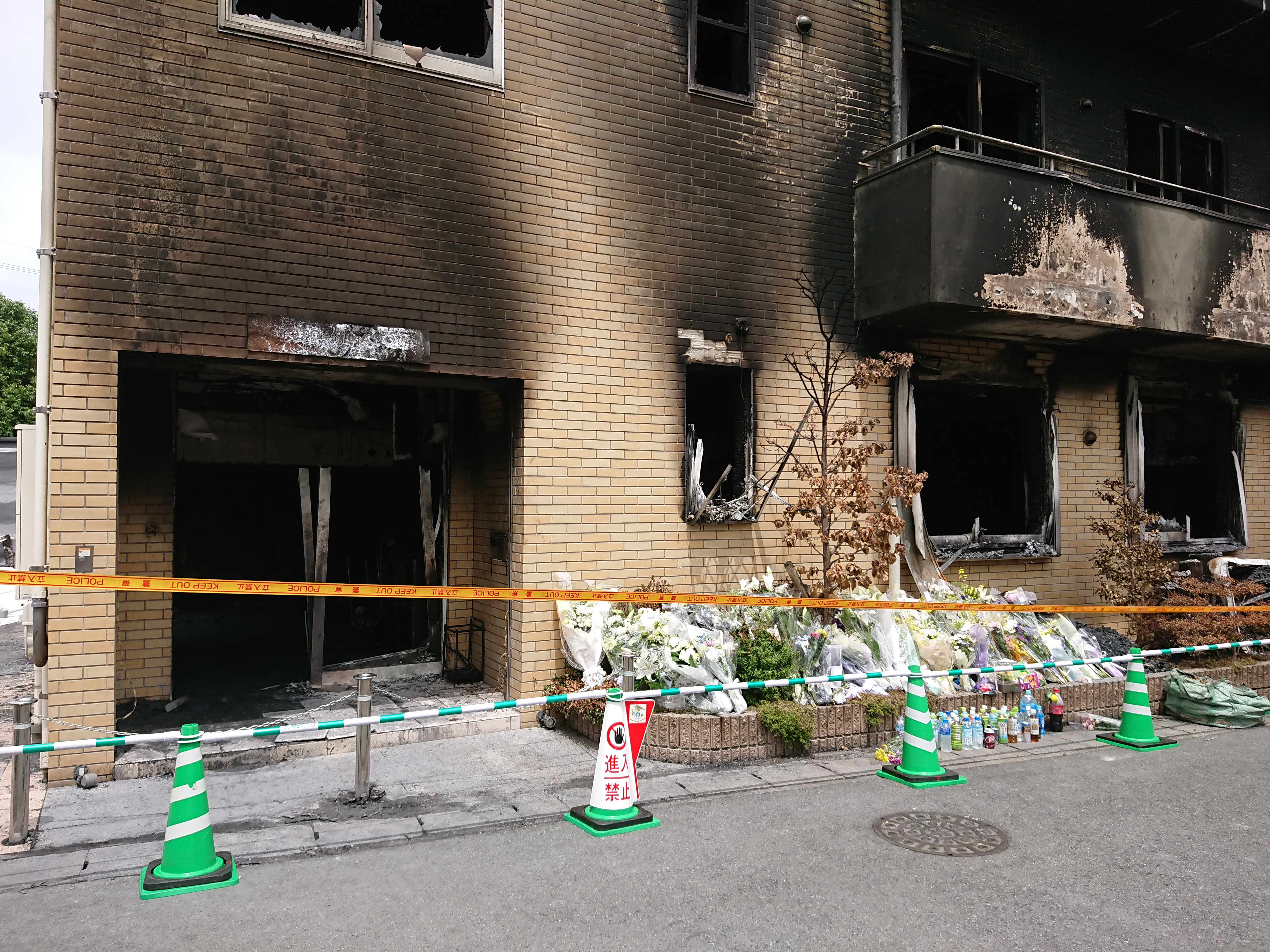
L'entrée du studio après l'incendie criminel. Les bouquets et les boissons sont placés en mémoire des victimes.

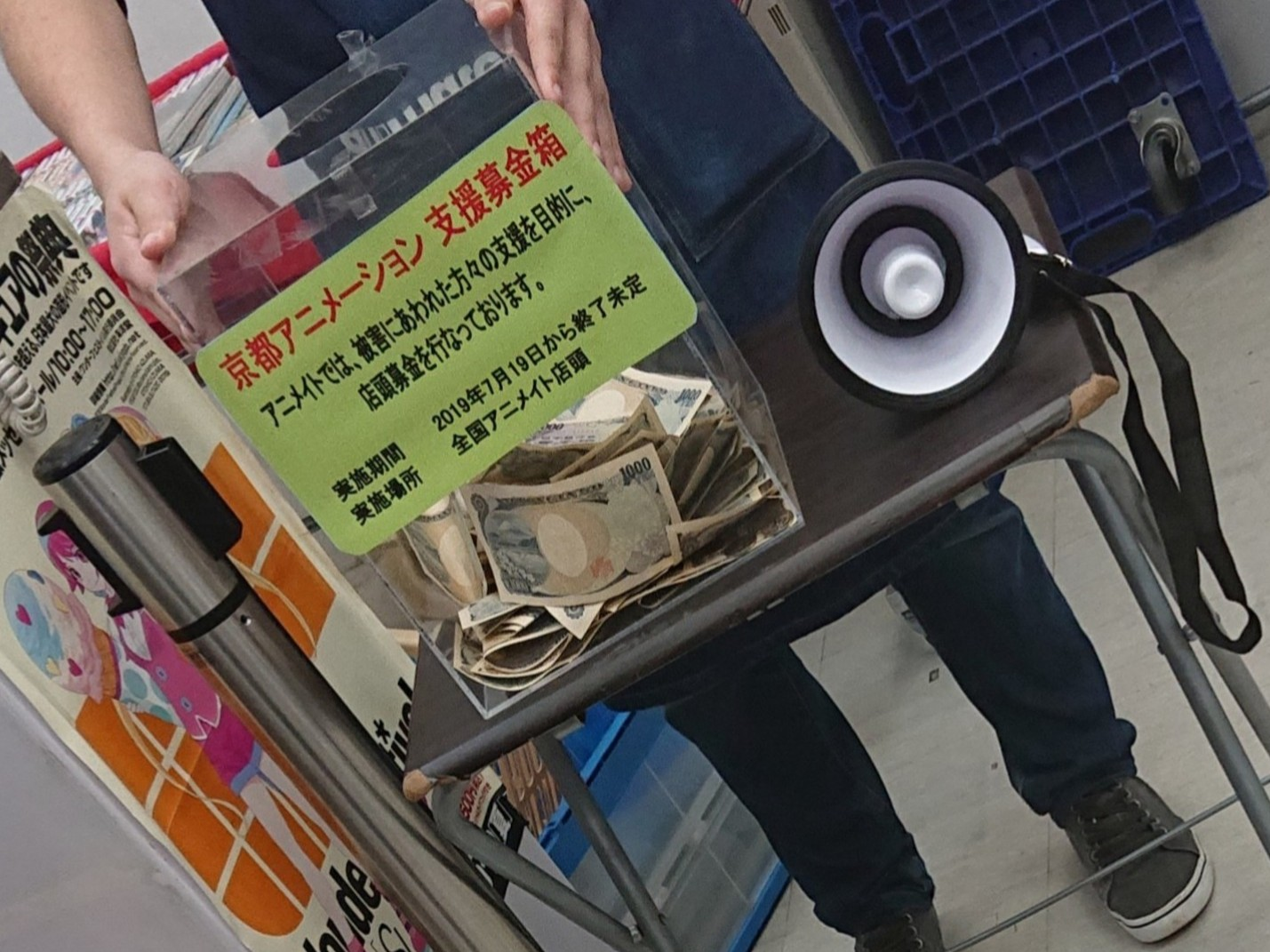
Collecte de dons dans l'Animate d'Akihabara.

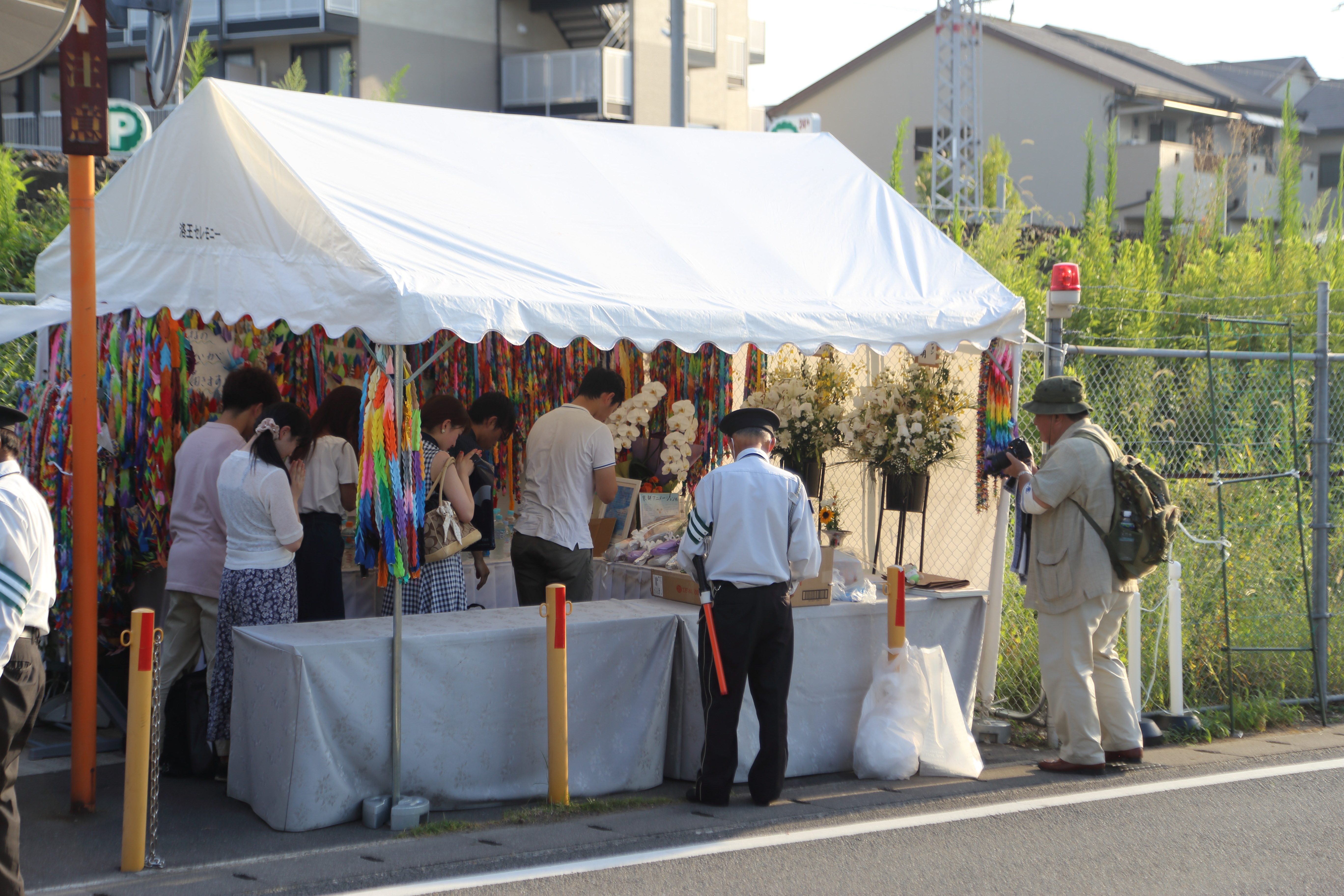
Bouquets en mémoire des victimes déposés près de la gare de Rokujizō.

Sentai Filmworks, distributeur nord-américain de nombreuses propriétés de Kyoto Animation, a rapidement mis en place une campagne de financement participatif sur GoFundMe afin d'aider les survivants,,. Le million de dollars a été dépassé en une journée. Les 2 millions de dollars sont atteints en six jours. La campagne s'est conclue avec 2 367 030 $ collectés. L'envoi des fonds a été finalisé le 7 décembre 2019 avec l'avis de réception d'un représentant de KyoAni, la majorité de la cagnotte avait été envoyé le 21 novembre mais un « petit pourcentage » avait été retenu pour couvrir les frais bancaires.
De nombreuses personnes et entreprises liées à l'industrie de l'animation ont exprimé leur inquiétude et leur soutien, telles que les réalisateurs Makoto Shinkai (Your Name., Les Enfants du Temps) et Tatsuki (Kemono Friends), les seiyū Aki Toyosaki, Satomi Satō et Ayana Taketatsu (respectivement Yui, Ritsu et Azusa dans K-ON!),, Tomoyo Kurosawa (Kumiko dans Sound! Euphonium), Atsumi Tanezaki (Mizore dans Sound! Euphonium et Liz et l'Oiseau bleu), Aya Hirano (Haruhi dans La Mélancolie de Haruhi Suzumiya et Konata dans Lucky☆Star), l'auteur de Hyōka, Honobu Yonezawa, celle de Sound! Euphonium, Ayano Takeda, celui de Haruhi Suzumiya Nagaru Tanigawa, le développeur d'Air, Kanon et Clannad Key, les studios d'animations Nickelodeon Animation, Satelight, Walt Disney Japan, SHAFT, Sunrise, Bandai Namco Pictures, Toei Animation, Bones, Khara, Trigger, Madhouse et Ponoc.
Animate (ja), une chaîne de magasins japonais d'anime, de jeux vidéo et de mangas, accepte des dons dans tous ses magasins afin de venir en aide aux victimes.
Le Premier ministre Shinzō Abe et les ambassades de Chine et de France au Japon ont également présenté leurs condoléances,. Le Premier ministre canadien Justin Trudeau, la présidente de la république de Chine (Taïwan) Tsai Ing-wen et le directeur général d'Apple Tim Cook ont aussi exprimé leurs soutiens à KyoAni sur Twitter.
De nombreux messages de soutiens sont aussi envoyés à travers le monde entier,,. Les fans se sont également rendus sur le magasin en ligne de Kyoto Animation pour apporter une contribution directe en achetant des images téléchargeables en haute résolution car ils n'ont pas besoin de personnel pour les expédier.
Un organisme sans but lucratif local a sollicité les fans et les utilisateurs de la ligne Keihan Uji pour qu'ils réalisent mille grues d'origami en se plaçant près des portillons d'accès de la gare d'Uji ; les personnes peuvent ainsi prier et offrir une grue en papier. Lorsque ces mille grues seront terminées, elles seront livrées et placées avec les bouquets en mémoire des victimes devant l'entrée du studio incendié. En trois semaines, ce sont plus de 50 000 grues qui ont été pliées et envoyées au studio le 8 août 2019,.
Le 23 juillet, Kyoto Animation a ouvert un compte pour accepter les dons d'argent et a annoncé le lendemain que les personnes qui le souhaitent pourront envoyer des dons directement au studio avec ce compte ; l'argent récolté sera donné aux familles des victimes décédées et blessées de l'incendie. Une partie sera également utilisée pour la reconstruction, sans pour autant indiquer si cela concerne le bâtiment du studio 1 ou bien un nouvel immeuble. 620 millions de yens (environ 5,12 millions d'euros) ont été collectés en deux jours,. On estime que la société aurait besoin de 10 milliards de yens pour couvrir les coûts d'assistance aux victimes et aux familles touchées, ainsi que les frais de recouvrement des opérations liées à l'entreprise. Plus de 1,89 milliard de yens (près de 16 millions d'euros) ont été envoyés à ce compte le 8 août. En juillet 2019, le secrétaire général du Cabinet, Yoshihide Suga, a déclaré que le gouvernement japonais envisageait de prendre des mesures de soutien pour les victimes et Kyoto Animation avec une proposition d'un groupe neutre de la Diète afin que Kyoto Animation obtienne une déduction des taxes sur les dons qu'elle a reçus,,. Le 22 août 2019, le gouvernement japonais a instauré des allègements fiscaux et des mesures d'aides pour les dons à Kyoto Animation, ces derniers seront traités de la même manière que les dons à un service du gouvernement local pour les secours en cas de catastrophe ; les dons à Kyoto Animation auraient normalement été traités comme un revenu imposable pour le studio, mais la nouvelle mesure allégera ces taxes pour aider à reconstruire le studio et aider les familles des victimes. Le compte dédié aux dons a fermé le 27 décembre 2019, avec 2 915 460 000 ¥ récoltés le 17 octobre 2019 ; Kyoto Animation a laissé la gestion du compte au gouvernement de la préfecture de Kyoto, qui supervise le transfert de l'argent des dons aux victimes et à leurs familles. Ainsi, le Bureau du travail de Kyoto a commencé à verser des indemnisations aux victimes et à leurs familles depuis mi-janvier 2020.
Le studio a publié sur son site un message dans plusieurs langues (japonais, anglais, coréen, chinois, allemand, français et russe) remerciant les fans du monde entier pour leurs soutiens et leur demande de lui laisser du temps, en concluant que « Nous n'oublierons jamais votre aide et votre si chaleureux soutien. Nous ne disparaîtrons pas. Nous reviendrons encore plus forts. »,.
Lors de la compétition de baseball inter-lycées du Japon qui s'est tenue au stade Kōshien en août 2019, la fanfare qui encourageait le lycée Ritsumeikan Uji a joué « Dream Solister », la chanson thème de Sound! Euphonium pour exprimer son soutien à Kyoto Animation,.